# Pseudothis
Pseudothis — рід грибів. Назва вперше опублікована 1914 року.

## Види
Включає два види:
- Pseudothis coccodes
- Pseudothis machaerii